# 孟村乡
孟村、乡是中国陕西省西安市蓝田县下辖的一个乡。

## 行政区划
孟村、乡下辖以下行政区：
樊家村、胡家村、李家村、石官寨村、屈家村、怀珍坊村、王沟村、张郗河村、郗家街村、李家沟村、大王村、贺家村、赫家村、满家村、段家村、康禾村、蒋寨村、东坡村、水吴村、田禾村、东香村、西香村、姚村、西坡村、惠家环村、中云村、双水村、南水村、李华村、代寨村